# Labrador (Pangasinan)
«  San Isidro Labrador (Philippines) » redirige ici. Pour les autres significations, voir San Isidro Labrador.
Pour les articles homonymes, voir Labrador (homonymie).
Labrador (ou San Isidro Labrador) est une municipalité de la province de Pangasinan, aux Philippines.

## Géographie

### Barangays
Le Labrador est politiquement subdivisé en 10 barangay (départements). Ces barangays sont dirigés par des représentants élus : Barangay Captain, Barangay Council, dont les membres sont appelés Barangay Councilors. Tous sont élus tous les trois ans.
- Bolo (*Kadampat, *Quiray)
- Bongalon
- Dulig
- Laois
- Magsaysay
- Poblacion
- San Gonzalo
- San Jose
- Tobuan
- Uyong

### Climat
| Mois                                | jan. | fév. | mars | avril | mai   | juin  | jui.  | août  | sep. | oct.  | nov. | déc. |
| ----------------------------------- | ---- | ---- | ---- | ----- | ----- | ----- | ----- | ----- | ---- | ----- | ---- | ---- |
| Température minimale moyenne (°C)   | 21   | 21   | 22   | 24    | 24    | 24    | 23    | 23    | 23   | 23    | 23   | 22   |
| Température maximale moyenne (°C)   | 31   | 31   | 31   | 33    | 32    | 32    | 30    | 30    | 30   | 31    | 31   | 31   |
| Précipitations (mm)                 | 5,1  | 11,6 | 21,1 | 27,7  | 232,9 | 350,8 | 679,8 | 733,1 | 505  | 176,6 | 67,2 | 17,7 |
| Nombre de jours avec précipitations | 3    | 3    | 3    | 4     | 14    | 18    | 23    | 25    | 22   | 15    | 8    | 4    |